# لامار غوردون
لامار غوردون (بالإنجليزية: Lamar Gordon)‏ هو لاعب كرة قدم أمريكية أمريكي، ولد في 7 يناير 1980 في ميلواكي في الولايات المتحدة.

## وصلات خارجية
- لامار غوردون على موقع مرجع كرة القدم المحترفة.كوم (الإنجليزية)